# Панкрац (станція метро)
50°03′03″ пн. ш. 14°26′22″ сх. д. / 50.05083° пн. ш. 14.43944° сх. д.
Панкрац (чеськ. Pankrác) — станція лінії C празького метрополітену. Розташована у районі Панкрацка плань. В 1974 — 1990 роках мала назву Младежницька
Станція була відкрита 9 травня 1974 року у складі першої черги Празького метро. 
Вихід до торговельного центру "Arkády Pankrác".  
Конструкція станції — колонна трипрогінна мілкого закладення (глибина закладення — 14 м) з однією острівною платформою.